# 繋がる
- 横山裕 > ROCK TO YOU (アルバム) > 繋がる
- 渋谷すばる > 繋がる

『繋がる』（つながる）は、横山裕の楽曲。2025年6月9日に1枚目のフル・アルバム『ROCK TO YOU』の収録曲としてINFINITY RECORDSから発売された。渋谷すばるとのコラボレーション楽曲であり、作詞は横山、作曲は渋谷が担当している。

## 概要
- 本曲は、かつて横山と共に関ジャニ∞（当時）のメンバーとして活動していた渋谷すばるとのツインボーカルのコラボレーション楽曲である[1][2][3][4][5]。
- 横山自身が作詞、渋谷が作曲、関ジャニ∞の「BOY」や渋谷の「渚と台風」を制作したThe Birthdayのフジイケンジが編曲を担当[1][2][3][4]。
- 2025年6月9日に発売された横山の1stソロアルバム『ROCK TO YOU』に収録された[1][2][3][4]。
- 本曲は、過去にあった楽しいこと、辛いこと、悲しいこと、それら全てが"繋がって"今があるというメッセージが込められた激しいロックナンバーとなっている[6][7]。

## 制作

### 経緯
2024年にSUPER EIGHTの20周年イヤーを無事に終えたことで、改めて自信を深め、「SUPER EIGHTで良かったな」と実感したという。2025年は個人活動が多くなることが分かっており、ソロで音楽活動をすることが決まり、どのようなことをソロで行うかを考えた時に、ふと「グループに残って今も誇りやプライドを持ちながら活動している僕と、グループを抜けて1人で歌一本で戦ってきたすばるが、もし一緒にやったらどうなるんだろう？」と思ったという。横山はこの時の想いに対して「純粋に音楽で（渋谷と）戦ってみたかった」と語っている。
横山は渋谷のボーカリストとしての実力を高く評価しているため、共演にはプレッシャーもあったが、武者修行として自ら勝負するために始めたソロプロジェクトだからこそ、「だったらすばるやな」と思い、まだ何をするかは決めていない状態ではあったが、渋谷に「なんかやりたいねんけど」と直接電話で楽曲制作を依頼した。この連絡をしたのが、渋谷が2024年8月にアルバム『Lov U』の先行配信曲「人間讃歌」をリリースした直後であり、同曲のミュージック・ビデオを見て「カッコいい」と思ったといい、横山が渋谷に「相談したいことがある」と連絡したという。
渋谷も最初は驚いていたといい、横山から相談のために食事に誘い、2024年に食事をしながら「こういうプロジェクトを1年やりたいんやけど」とソロプロジェクトの概要や想いを伝えると、「すごいカッコいいな」「俺にできることはやるから何でも言って」と横山の考えに賛同したという。
渋谷は横山と食事をしながら楽曲制作の依頼など話を聞いていると、横山の今の気持ちや、思い、覚悟などが自然と感じ取れたといい、「この熱い感覚、懐かしく思った」という。

### コラボレーション
当初は渋谷に作曲のみを依頼する予定であり、横山がソロで歌うことを想定していたという。しかし、制作している中で「渋谷にも歌ってほしい」「一緒に歌いたい」という思いが強まり、デュエットという形での参加を打診した。さらに2人でのレコーディングを進める中で「ミュージック・ビデオも制作したい」という構想が生まれ、段階的に企画が発展していった。
横山は渋谷のボーカリストとしての実力はグループ時代から高く評価しており、「お互いどれだけ成長したか」ではなく、肩を並べられるとは思っていないものの、「今の自分が渋谷と一緒にやったらどうなるのか」という自身の現在の力を試すような感覚で向き合ったという。
本曲でのコラボレーションを実現するために、渋谷が所属しているトイズファクトリーが全力で動いたといい、渋谷も「ヨコのチーム、すごくいいなぁ」と語っていたという。

### タイトル
本曲のタイトル「繋がる」は、「今は芽が出なくても、頑張り続けたら後々良い方向に変わっていったり、悪いことがあれば次は良いことが起こったりと、人生はいろんな"繋がり"の連続」という想いが込められている。

### 作詞
本曲は「SUPER EIGHTの20周年」をテーマに歌詞を先に書いており、20周年の中でも「いろいろなものが繋がっていくんやな」ということを強く感じ、自然と「繋がる」というワードが出てきたといい、既にレコード会社に歌詞を渡している状態だった。
そこで、作曲を誰に依頼するか、改めて歌詞を読み直した時に「これをすばるに書いてもらったら面白いのではないか」「"繋がる"というフレーズがすばるやな」と思い、渋谷に楽曲制作を依頼した。横山がソロプロジェクトを行うことは話してあり、渋谷は即答で承諾したという。
そのため、当初書いていた歌詞から、渋谷との共演が決まったことで、渋谷のことを想った歌詞に一部書き直したという。
本曲の歌い出しの「覚悟が人生を変えるんだ 不安がこっちをにらんでやがる 日々負けないで戦ってる
ぜ 世界を変えろ 捉え方ひとつで」という歌詞は、渋谷との共演が決まってから書き直した歌詞であり、渋谷がグループを離れた時のことを想って書いたという。長年身を置いていた場所から離れるという渋谷の決断を凄いことだと思ったといい、「きっとあいつも当時は不安な気持ちの中で闘っていたはず」「この歌詞はすばるに歌ってほしい」と強く感じたという。
本曲の歌詞に繰り返し登場する「あの日」というフレーズは、当初のテーマである「SUPER EIGHTの20周年」のことだけでなく、歌詞を書き直したことで、渋谷のことも指しているという。
2024年にSUPER EIGHTとして様々なライブを行う中で、メインボーカルとリードギターを担当している安田章大は、ボーカルを担当しながらレベルの高いギター演奏をしているため、「ライブ力がある」と感じたという。横山は他のメンバーについてもライブ力の高さを評価しており、自身はギター歴が比較的浅く、今回のソロプロジェクトを通じて急激に上達するものではないとしながらも、「自分がグループに戻った時にできるだけのことを還元したい」という想いを込めたと語っている。
本曲の「どんな事が起こっても最後に花丸つければいい」という歌詞は、横山がある人物から実際にかけられた、大事にしている言葉である。 これは、「人それぞれに岐路があるが、たとえ答えを出した後に失敗と感じても、それを花丸にするかどうかは自分次第であり、最終的に俯瞰で見て『ええやん』と思えたら良い」「目の前の結果だけを求めるよりもそこに向かうプロセスと自分の努力をちゃんと認めることが大事」という考えであり、後輩にもよく伝えているという。「互いの歩む道は違えど、最終的にそれぞれの決断に花丸をつけられたら良い」という横山から渋谷に向けたメッセージが込められている。
本曲の「目の前の向こうへ」という歌詞は、『関ジャム 完全燃SHOW』（当時、テレビ朝日系列）にて、7人体制で最後に披露した15thシングル表題曲「LIFE〜目の前の向こうへ〜」のタイトルから取っている。

### 作曲
横山は普段から作曲はせず、これまで渋谷との共作の時は「横山が作詞、渋谷が作曲」という形式が多かったため、今回も作曲を渋谷に依頼した。
渋谷に対し「こういう歌詞で、この曲をすばるに書いてもらいたい」という内容を送ると、「分かった、ちょっとやるわ」とすぐに返事が来て、作曲の出来上がりもとても早かったという。渋谷いわく、送られてきた歌詞を読んだ瞬間から衝動的に曲を作り、気が付けば出来上がっていたという。

### レコーディング
歌割りのベースは渋谷が歌詞を見て考え、その上で横山が「ここはすばるに歌ってほしい」というパートを伝え、最終的な歌割りを決めていった。 横山は渋谷の歌割りに対して「多分俺の作品やから、俺に合うようにって考えてくれたんやと思う」と考えている。
前述の通り、「覚悟が人生を変えるんだ 不安がこっちをにらんでやがる 日々負けないで戦ってる
ぜ 世界を変えろ 捉え方ひとつで」という歌詞は、渋谷のことを想って歌詞を書き直した部分であるため、この歌詞だけは「すばるに歌ってほしい」と歌割りを頼んだという。

本曲の横山のレコーディングのディレクションは渋谷が行った。本曲のタイトル「繋がる」にちなみ、「そんなテイクじゃまだ繋がらん！もっと来てくれないと困る！」と言われたという。

### 楽曲、渋谷への想い
グループを離れた渋谷と音楽で再共演したことについて、横山は「いつか"繋がる"んやな」「ずっと"繋がってた"んやな」と感じたという。
横山は、渋谷との再共演について、プライベートでは友人として以前から食事に行ったりはしており、「時間が経って、もし何か一緒に面白いことができたら」という気持ちはあったものの、「まさか仕事でまた一緒にやるとは思っていなかった」と語っている。渋谷がグループを脱退した際には大きな覚悟があったはずだとした上で、今回のコラボレーションは横山の武者修行としてのソロプロジェクトであり、「このタイミングでソロプロジェクトを始めることへの想い」などを伝えたことで渋谷が賛同した結果、実現したものであると横山は考えている。また、渋谷はソロに転身後、海外での活動から得たものもあり、横山いわく「大人になってすごく器が大きくなっている」という。これらのことから、横山は「このタイミングに2人で良いものを作れて良かった」と語っている。
また、横山はSUPER EIGHTの20周年を区切りとした強い思いも明かしており、「18周年以降は5人で20周年をやりきる」「絶対5人でやりきって、（ファンを）満足させたい」「昔のほうが良かったと絶対に言わせない」という気持ちや意識が強かったが、その20周年を無事に終えたことで心境が変化し、今回のコラボレーションが実現したという。
本曲の制作やMVの撮影時、横山は渋谷がグループから離れて約7年が経っているにもかかわらず、レコーディングややり取りの仕方も変わらないため、「時間が経ったことを全然感じなかった」「何の違和感もなかった」という。しかし、完成したMVを観た時にようやく俯瞰で見れたといい、そこで「久々のツーショットやな」「懐かしい」と感じ、スタッフからも「グッときた」「エモい」といった声が寄せられたという。
横山が書いた歌詞の意図を説明し、渋谷と話し合いながら楽曲を仕上げていく過程は、かつて共にユニット曲を制作していた時を思い出し、楽しかったという。

### メンバーの反応
SUPER EIGHTのメンバーの中で、渋谷とコラボレーションすることを最初に伝えたのは村上信五だという。本曲の制作に際し、横山は当初、今回のコラボレーションをSUPER EIGHTの他のメンバーに報告することに消極的だった。マネージャーからメンバーに報告するよう促されたものの、通常、メンバー間で個々の仕事について報告し合う習慣がなかったことから、今回も例外とは考えていなかったという。しかし、横山のマネージャーから「渋谷さんはやっぱり違うんです」と言って引かず、「とりあえず、一回、村上さんに報告してください」と言われ、村上に報告したという。
報告を受けた村上は、やはり他のメンバーにも事前に伝えるべきと判断し、横山に報告を促したが、それでも横山が難色を示したため、「せっかくのことなのに、そこで変な誤解が生まれたりするのが一番良くない」と考えた村上が自らメンバーを集め、横山がメンバーに報告するための場を設けたという。結果として横山は他のメンバーにも経緯を説明し、マネージャーと村上に対して「やっぱり言ってよかった」「背中を押してくれて、ありがたいなと思いました」と感謝を述べている。
なお、本曲の完成後、横山はまず村上に楽曲やMVを送ったという。しかし、村上は「僕が余計なことを言って、またなんか変な歪みが生じると申し訳ない」という理由から、本曲に対しての具体的なコメントは控えている。

## プロモーション

### 2025年
- 5月18日、横山のソロファンクラブ『ROCK TO YOU』の発足を記念して行われた無料生配信（FAMILY CLUB online）にて、後述のソロアルバム『ROCK TO YOU』の「超先行"全曲"試聴会」が実施され、本曲の収録や、渋谷すばるの参加などが発表された[18][1][2][3][4]。
- 5月28日、ROCK TO YOUのInstagramにて、本曲のレコーディング映像の一部が公開された[19]。
- 6月7日、ROCK TO YOUと渋谷の各公式SNSにて、本曲のミュージック・ビデオの一部が公開された[20][21]。
- 6月9日、本曲が横山のソロアルバム『ROCK TO YOU』の収録曲として発売された[1][2][3][4]。また、同作の初回限定盤の特典Blu-rayには、本曲のMVとメイキング映像が収録された[3][22]。
- 6月10日、各配信サイトにて本曲のデジタル配信が開始された[23]。

## ミュージック・ビデオ
- 本曲が収録される1stアルバム『ROCK TO YOU』の初回限定盤の特典Blu-rayにて、本曲のミュージック・ビデオが収録されている[3][22]。
- 本曲は、かつて横山と共に関ジャニ∞（当時）のメンバーとして活動していた渋谷すばるとのコラボレーション楽曲であり、MVにも渋谷が出演している[12][5][8]。
- 監督は、アルバム『ROCK TO YOU』のリード曲「ロックスター」のMVも手掛けた多田海が担当[24]。
- 当初は渋谷に作曲のみを依頼する予定だったが、横山が「渋谷と2人で歌いたい」「MVも制作したい」という構想が生まれ、今回のMVの制作が決まった[12][8]。
- 「ロックスター」のMVはMVの方向性を監督に委ねたのに対し、本曲のMVの方向性は横山がこだわって指示を出したという[5]。
  - 編集は監督に任せたが、完成した映像を見たら横山の想像を超えるものになっており、とても感動したという[5]。

## クレジット

### 作詞・作曲・編曲
- 作詞：横山裕
- 作曲：渋谷すばる
- 編曲：フジイケンジ

### 参加ミュージシャン
※アルバムクレジットより。
- Drums：茂木左（The ピーズ、myeahns）
- E.Bass：安達貴史
- E.Guitar：フジイケンジ（The Birthday）
- Keyboards & Sound Coordination：鈴木秋則
- Editing & Direction：宮井英俊
- Recorded by 中原正幸

## 収録作品

### アルバム
- 1stアルバム『ROCK TO YOU』

### 映像作品

#### ミュージック・ビデオ
- 1stアルバム『ROCK TO YOU』（初回限定盤 特典Blu-ray）